# Castellino Visconti Aicardi

Stemma di famiglia

Castellino Visconti Aicardi, detto Scaramuzza o Scaramuccia (... – 10 agosto 1510), è stato un condottiero italiano, appartenente al ramo dei Visconti-Aicardi, cugino del famoso condottiero Gian Giacomo Trivulzio e figlio di Alessandro Visconti Scaramuzza, signore di Cigognola, e di Bianca Beccaria.

## Biografia
Non si conosce la sua data di nascita, da situarsi ad ogni modo entro la metà del secolo XV, in quanto già nel 1467 Scaramuzza partecipava all'epocale battaglia di Molinella. Durante la cosiddetta guerra del Sale (1482-1484), venne catturato dai veneziani mentre combatteva al soldo del duca di Ferrara Ercole I d'Este e condotto prigioniero a Venezia. Militò soprattutto agli stipendi del duca di Milano Galeazzo Maria Sforza, e successivamente di Ludovico Maria Sforza, assumendo per conto di quest'ultimo varie luogotenenze durante le guerre d'occupazione francese.
Nel febbraio 1483, il cronista ferrarese Ugo Caleffini lo indica come "capo de squadra" del duca Ercole. Nel luglio 1484, mentre si trovava a Bagnacavallo, fu catturato dagli stradiotti della Serenissima e condotto prigioniero a Ravenna.
Sposò in prime nozze Orsina Torelli Visconti, figlia di Pietro Guido I Torelli Visconti, conte di Guastalla. Dopo la morte di quest'ultima, nel 1483 intraprese una clamorosa fuga con Polissena d'Este, figlia di Meliaduse d'Este e nipote del duca Ercole d'Este, nonché fresca vedova del conte Giovanni Romei, la quale sposò subito dopo. Questo suo gesto, in netta opposizione alla volontà dei duchi di Ferrara i quali serbavano invece per le nozze di Polissena differenti progetti, gli attirò addosso le ire sia dello stesso duca Ercole sia della duchessa Eleonora, fino alla riconciliazione avvenuta nel 1487 per intercessione di Ludovico Sforza.
Alla morte di Polissena, sopraggiunta in data sconosciuta, sposò in terze nozze Eleonora da Corte.

## Discendenza
Dalla prima moglie Orsina Torelli Visconti ebbe:
- Alessandro.

Dalla seconda moglie, ebbe:
- Carlo Scaramuzza, conte di Bronno.[8]

Ebbe inoltre due figli illegittimi:
- Lionello;
- Ercole.

## Letteratura
Scaramuzza compare nel romanzo "La vergine e l'unicorno. Polissena d'Este Romei" di Marta Malagutti Domeneghetti (2006).